# Donji Kremen
Donji Kremen is een plaats in de gemeente Slunj in de Kroatische provincie Karlovac. De plaats telt 45 inwoners (2001).